# Maarten Ketting
Maarten Ketting (Hellevoetsluis, 13 september 1983) is een Nederlands voetbalscheidsrechter die voor de KNVB fluit. Hij maakte deel uit van de scheidsrechterjuniorgroep van de KNVB. Hij floot wedstrijden in de Jupiler League, Eredivisie en KNVB beker.
Zijn eerste wedstrijd in de Eredivisie floot hij op 10 april 2010. Omdat scheidsrechter Jan Wegereef door een kuitblessure niet verder kon, leidde Ketting de tweede helft van de wedstrijd FC Twente – sc Heerenveen.
Na het seizoen 2012/2013 moest Maarten Ketting stoppen als scheidsrechter betaald voetbal. Sindsdien is hij actief als assistent-scheidsrechter in het betaald voetbal.